# Liste der All-Star-Teams bei den Beachhandball-Europameisterschaften
Die Liste der All-Star-Teams bei den Beachhandball-Europameisterschaften verzeichnet die als beste Spieler der Beachhandball-Europameisterschaften ausgezeichneten oder durch technische Kriterien dazu bestimmt wurden.
Im Laufe der Zeit wurden Spieler für verschiedene Dinge ausgezeichnet, als beste Spieler auf bestimmten Spielpositionen, wobei diese zum Teil wechseln konnten, sowie in fast allen Jahren als Wertvollste Spieler (MVP) und als beste Torschützen. Die besten Torschützen werden nur anhand der am meisten erzielten Punkte bestimmt, die anderen Positionen werden aufgrund der Leistungen von einer Jury bestimmt, wobei vor allem bei den Torhütern auch statistische Kriterien Einfluss auf die Bestimmung haben. Alle Spieler zusammen bilden das All-Star-Team.
Zusätzlich wird auch eine Mannschaft als fairste Mannschaft des Turniers bestimmt. Dabei handelt es sich um die Mannschaft, die die wenigsten Zeitstrafen im Verlauf des Turniers gesammelt hat.
Die ausgezeichneten Spieler sind nicht für alle Austragungen bekannt, vor allem für die beiden ersten Austragungen sind sie gänzlich unbekannt, möglicherweise wurde kein All-Star-Team bestimmt. Auch für die Nachwuchs-Europameisterschaften liegen nicht alle Daten vor.
Meist-dekorierte Spielerin ist die Ungarin Kitti Gróz, die zunächst 2009 und 2011 als beste Torschützin und 2013 und 2015 als beste Spielerin ausgezeichnet wurde. Sie ist damit nicht nur die einzige Spielerin, die Auszeichnung zweimal in Folge bekommen konnte, sondern überhaupt die einzige Spielerin, die mehr als einmal in einer Rubrik und mehr als einmal überhaupt ausgezeichnet wurde. Schon 2008 wurde sie bei der Junioren-EM als beste Spielerin und beste Torschützin ausgezeichnet. Mit der Torhüterin Ágnes Győri, die mit einem Abstand von acht Jahren zweimal als beste Torhüterin ausgezeichnet wurde, ist die einzige Spielerin die darüber hinaus mehr als einmal ausgezeichnet wurde. Italien konnte fünf Mal die Fair-Play-Wertung gewinnen.
Bei den Männern zeigt sich ein anderes Bild. Auch hier gibt es mit dem Kroaten Mladen Paradžik nur einen Spieler, der zwei Mal in Folge, 2009 und 2011, als bester Spieler ausgezeichnet wurde. 2015 war der Spanier Juan Antonio Vázquez Diz bester Spieler, zudem war er 2006, 2009 und 2015 bester Torschütze und 2007 bester linker Flügelspieler. Mit fünf Aufnahmen in die All-Star-Teams (einmal doppelt) ist er der höchst dekorierte Spieler der bisherigen EM-Geschichte. Der Kroate Igor Totić war 2011, 2013 und 2015 dreimal in Folge bester Torwart. Mit dem Russen Vladimir Poletaev (MVP 2004 und Specialist 2007) wurde ein Spieler zweimal ausgezeichnet. Der Ukrainer Alexandr Poltoratskiy war 2008 bei den Junioren und 2013 bei der A-EM bester Torschütze.

## Legende
- Beste Spielerin / Bester Spieler: Spielerinnen und Spieler, die als beste Spieler im Turnierverlauf ausgezeichnet wurden (häufigste Auszeichnungskategorie)
- Beste Torschützin / Bester Torschütze: beste Werfer, gewertet werden erzielte Punkte, nicht erzielte Tore (regelmäßig ausgezeichnet) – wenn bekannt, wird die Zahl der erzielten Treffer in Klammern angegeben
- Beste Torhüterin / Bester Torhüter: beste Spieler als Torhüter (regelmäßig ausgezeichnet)
- Beste Defensivspielerin / Bester Defender: beste Spieler auf der Verteidiger-Position (kaum ausgezeichnet)
- Beste Linensppielerin / Bester Lineplayer: beste Spieler auf der zentralen Angriffsposition (auch Shooter/Pivot) (kaum ausgezeichnet)
- Beste Specialist / Bester Specialist: beste Spieler auf der Position des Specialist (kaum ausgezeichnet)
- Beste Rightwing / Bester Rightwing: beste Spieler auf der rechten Seite (selten ausgezeichnet)
- Beste Leftwing / Bester Leftwing: beste Spieler auf der linken Seite (selten ausgezeichnet)
- Fair Play: Mannschaft, die die Fair-Play-Wertung gewonnen hat – wenn bekannt, wird in Klammern die Zahl der Zeitstrafen angegeben, nach dem Kursiv-Strich die Zahl der Spiele der Mannschaft

Felder die nicht ausgefüllt sind zeigen unbekannte Werte; Felder die mit „–“ markiert sind zeigen, dass diese Position in dem Jahr nicht ausgezeichnet wurde.

## Beachhandball-Europameisterschaften der Frauen
| Jahr         | Austragungsort            | Beste Spielerin                                                                    | Beste Torschützin                                                                  | Beste Torhüterin                                                                   | Beste Defenderin                                                                   | Beste Lineplayer                                                                   | Beste Specialist                                                                   | Beste Rightwing                                                                    | Beste Leftwing                                                                     | Fair Play            |
| ------------ | ------------------------- | ---------------------------------------------------------------------------------- | ---------------------------------------------------------------------------------- | ---------------------------------------------------------------------------------- | ---------------------------------------------------------------------------------- | ---------------------------------------------------------------------------------- | ---------------------------------------------------------------------------------- | ---------------------------------------------------------------------------------- | ---------------------------------------------------------------------------------- | -------------------- |
| 2000 Details | Gaeta, Italien            | sollte es Verleihungen gegeben haben, sind diese selbst der EHF nicht mehr bekannt | sollte es Verleihungen gegeben haben, sind diese selbst der EHF nicht mehr bekannt | sollte es Verleihungen gegeben haben, sind diese selbst der EHF nicht mehr bekannt | sollte es Verleihungen gegeben haben, sind diese selbst der EHF nicht mehr bekannt | sollte es Verleihungen gegeben haben, sind diese selbst der EHF nicht mehr bekannt | sollte es Verleihungen gegeben haben, sind diese selbst der EHF nicht mehr bekannt | sollte es Verleihungen gegeben haben, sind diese selbst der EHF nicht mehr bekannt | sollte es Verleihungen gegeben haben, sind diese selbst der EHF nicht mehr bekannt |                      |
| 2002 Details | Cádiz, Spanien            | sollte es Verleihungen gegeben haben, sind diese selbst der EHF nicht mehr bekannt | sollte es Verleihungen gegeben haben, sind diese selbst der EHF nicht mehr bekannt | sollte es Verleihungen gegeben haben, sind diese selbst der EHF nicht mehr bekannt | sollte es Verleihungen gegeben haben, sind diese selbst der EHF nicht mehr bekannt | sollte es Verleihungen gegeben haben, sind diese selbst der EHF nicht mehr bekannt | sollte es Verleihungen gegeben haben, sind diese selbst der EHF nicht mehr bekannt | sollte es Verleihungen gegeben haben, sind diese selbst der EHF nicht mehr bekannt | sollte es Verleihungen gegeben haben, sind diese selbst der EHF nicht mehr bekannt |                      |
| 2004 Details | Alanya, Türkei            | Yeliz Özel                                                                         | Natalia Evtoukhova (121)                                                           | Olga Vorona                                                                        | 000–                                                                               | 000–                                                                               | Elena Barani                                                                       | 000–                                                                               | 000–                                                                               | 000–                 |
| 2006 Details | Cuxhaven, Deutschland     | Janin Hetzer                                                                       | Andrea Lekić                                                                       | Jelena Grubišić                                                                    | 000–                                                                               | 000–                                                                               | 000–                                                                               | 000–                                                                               | 000–                                                                               | Italien Ungarn       |
| 2007 Details | Misano Adriatico, Italien | 000–                                                                               | Linn Jørum Sulland                                                                 | Ingrid Ødegård                                                                     | 000–                                                                               | Katarina Hartenstein                                                               | Ivana Lovrić                                                                       | Carmen Onnis                                                                       | Nataša Kocevska                                                                    | Italien              |
| 2009 Details | Larvik, Norwegen          | Ane Rønning Brustuen                                                               | Kitti Gróz (111)                                                                   | Sabrina Porini                                                                     | 000–                                                                               | 000–                                                                               | 000–                                                                               | 000–                                                                               | 000–                                                                               | Schweiz              |
| 2011 Details | Umag, Kroatien            | Ivana Lovrić                                                                       | Kitti Gróz (153)                                                                   | Ágnes Győri                                                                        | 000–                                                                               | Pernille Råhr Sørensen                                                             | Betina Riegelhuth                                                                  | Jelena Vidović                                                                     | Carolina Balsanti                                                                  | Italien              |
| 2013 Details | Randers, Dänemark         | Kitti Gróz                                                                         | Cathrine Korvald                                                                   | Hanne Frandsen                                                                     | 000–                                                                               | 000–                                                                               | 000–                                                                               | 000–                                                                               | 000–                                                                               | Italien (4/11)       |
| 2015 Details | Lloret de Mar, Spanien    | Kitti Gróz                                                                         | Isabel Barnard (108)                                                               | Monika Prünster                                                                    | 000–                                                                               | 000–                                                                               | 000–                                                                               | 000–                                                                               | 000–                                                                               | Serbien (5)          |
| 2017 Details | Zagreb, Kroatien          | Maren Nyland Aardahl                                                               | Eefke ter Sluis (152)                                                              | Sandra Mittet                                                                      | 000–                                                                               | 000–                                                                               | 000–                                                                               | 000–                                                                               | 000–                                                                               | Italien (6)          |
| 2019 Details | Stare Jabłonki, Polen     | Marielle Martinsen                                                                 | Xenija Djatschenko (157)                                                           | Ágnes Győri                                                                        | Emese Tóth                                                                         | 000–                                                                               | 000–                                                                               | 000–                                                                               | 000–                                                                               | Nordmazedonien (4/9) |
| 2021 Details | Warna, Bulgarien          | Line Gyldenløve Kristensen                                                         | Marielle Martinsen (143)                                                           | Katharina Filter                                                                   | Isabel Kattner                                                                     |                                                                                    |                                                                                    |                                                                                    |                                                                                    | Frankreich           |
| 2022 Details | Prag, Tschechien          | Renáta Csiki                                                                       | Vanessa Djiogap Tenguim (105)                                                      | Dalma Mátéfi                                                                       | Walerija Sorja                                                                     |                                                                                    |                                                                                    |                                                                                    |                                                                                    | Ungarn               |
| 2023 Details | Nazaré, Portugal          | María Asunción Batista Portero                                                     | María Asunción Batista Portero (136)                                               | Ditte Vind                                                                         | Catarina Oliveira                                                                  |                                                                                    |                                                                                    |                                                                                    |                                                                                    | Ungarn               |
| 2025 Details | Alanya, Türkei            | Sara Hernandez                                                                     | Meike Kruijer (148)                                                                | Lisanne Bakker                                                                     | Elisabeth Hammerstad                                                               |                                                                                    |                                                                                    |                                                                                    |                                                                                    | Polen                |

## Beachhandball-Europameisterschaften der Männer
| Jahr         | Austragungsort            | Bester Spieler                                                                     | Bester Torschütze                                                                  | Bester Torhüter                                                                    | Bester Defender                                                                    | Bester Lineplayer                                                                  | Bester Specialist                                                                  | Bester Rightwing                                                                   | Bester Leftwing                                                                    | Fair Play            |
| ------------ | ------------------------- | ---------------------------------------------------------------------------------- | ---------------------------------------------------------------------------------- | ---------------------------------------------------------------------------------- | ---------------------------------------------------------------------------------- | ---------------------------------------------------------------------------------- | ---------------------------------------------------------------------------------- | ---------------------------------------------------------------------------------- | ---------------------------------------------------------------------------------- | -------------------- |
| 2000 Details | Gaeta, Italien            | sollte es Verleihungen gegeben haben, sind diese selbst der EHF nicht mehr bekannt | sollte es Verleihungen gegeben haben, sind diese selbst der EHF nicht mehr bekannt | sollte es Verleihungen gegeben haben, sind diese selbst der EHF nicht mehr bekannt | sollte es Verleihungen gegeben haben, sind diese selbst der EHF nicht mehr bekannt | sollte es Verleihungen gegeben haben, sind diese selbst der EHF nicht mehr bekannt | sollte es Verleihungen gegeben haben, sind diese selbst der EHF nicht mehr bekannt | sollte es Verleihungen gegeben haben, sind diese selbst der EHF nicht mehr bekannt | sollte es Verleihungen gegeben haben, sind diese selbst der EHF nicht mehr bekannt |                      |
| 2002 Details | Cádiz, Spanien            | sollte es Verleihungen gegeben haben, sind diese selbst der EHF nicht mehr bekannt | sollte es Verleihungen gegeben haben, sind diese selbst der EHF nicht mehr bekannt | sollte es Verleihungen gegeben haben, sind diese selbst der EHF nicht mehr bekannt | sollte es Verleihungen gegeben haben, sind diese selbst der EHF nicht mehr bekannt | sollte es Verleihungen gegeben haben, sind diese selbst der EHF nicht mehr bekannt | sollte es Verleihungen gegeben haben, sind diese selbst der EHF nicht mehr bekannt | sollte es Verleihungen gegeben haben, sind diese selbst der EHF nicht mehr bekannt | sollte es Verleihungen gegeben haben, sind diese selbst der EHF nicht mehr bekannt | Liechtenstein        |
| 2004 Details | Alanya, Türkei            | Vladimir Poletaev                                                                  | Alberto Cervera Rodríguez (110)                                                    | Armand Torrego González                                                            | 000–                                                                               | 000–                                                                               | Kai Bierbaum                                                                       | 000–                                                                               | 000–                                                                               | 000–                 |
| 2006 Details | Cuxhaven, Deutschland     | Gábor Báthori                                                                      | Juan Antonio Vazquez Diz                                                           | Ibrahim Demir                                                                      | 000–                                                                               | 000–                                                                               | 000–                                                                               | 000–                                                                               | 000–                                                                               | Kroatien             |
| 2007 Details | Misano Adriatico, Italien | 000–                                                                               | Müjdat Özcan                                                                       | Nevzat Hocaoğlu                                                                    | 000–                                                                               | Andro Vladušić                                                                     | Vladimir Poletaev                                                                  | Alexey Grigoriev                                                                   | Juan Antonio Vázquez Diz                                                           | Spanien              |
| 2009 Details | Larvik, Norwegen          | Mladen Paradžik                                                                    | Juan Antonio Vázquez Diz (166)                                                     | Yury Stepanenko                                                                    | 000–                                                                               | 000–                                                                               | 000–                                                                               | 000–                                                                               | 000–                                                                               | Dänemark             |
| 2011 Details | Umag, Kroatien            | Mladen Paradžik                                                                    | Hans Lindberg (156)                                                                | Igor Totić                                                                         | 000–                                                                               | Alexander Tatarintsev                                                              | Bence Putics                                                                       | Edwin Fjeldtvedt                                                                   | Álvaro Pérez Català                                                                | Griechenland         |
| 2013 Details | Randers, Dänemark         | Marko Pavlović                                                                     | Oleksandr Poltoroatskyi                                                            | Igor Totić                                                                         | 000–                                                                               | 000–                                                                               | 000–                                                                               | 000–                                                                               | 000–                                                                               | Ukraine (9/10)       |
| 2015 Details | Lloret de Mar, Spanien    | Juan Antonio Vázquez Diz                                                           | Juan Antonio Vázquez Diz (164)                                                     | Igor Totić                                                                         | 000–                                                                               | 000–                                                                               | 000–                                                                               | 000–                                                                               | 000–                                                                               | Norwegen (7)         |
| 2017 Details | Zagreb, Kroatien          | András John                                                                        | Igor Kopshynskyi (181)                                                             | Anton Zabolotskyi                                                                  | 000–                                                                               | 000–                                                                               | 000–                                                                               | 000–                                                                               | 000–                                                                               | Deutschland (6)      |
| 2019 Details | Stare Jabłonki, Polen     | Kristoffer Henriksen                                                               | Cemal Kütahya (172)                                                                | Simon Sejr Jensen                                                                  | Péter Hajdú                                                                        | 000–                                                                               | 000–                                                                               | 000–                                                                               | 000–                                                                               | Deutschland          |
| 2021 Details | Warna, Bulgarien          | Ivan Jurić                                                                         | Cemal Kütahya (151)                                                                | Simon Sejr Jensen                                                                  | Jewgeni Swestula                                                                   |                                                                                    |                                                                                    |                                                                                    |                                                                                    | Deutschland          |
| 2022 Details | Prag, Tschechien          | Norbert Gyene                                                                      | Norbert Gyene (132)                                                                | Moritz Ebert                                                                       | Leonid Mychajljutenko                                                              |                                                                                    |                                                                                    |                                                                                    |                                                                                    | Deutschland Rumänien |
| 2023 Details | Nazaré, Portugal          | Gabriel Conceição                                                                  | Domingo Jesús Luis Mosquera (135)                                                  | Moritz Ebert                                                                       | Francisco Santos                                                                   |                                                                                    |                                                                                    |                                                                                    |                                                                                    | Schweiz              |
| 2025 Details | Alanya, Türkei            | Pablo Martin Ruiz                                                                  | Lucian Bura (143)                                                                  | Oliver Middell                                                                     | Valentino Valentakovic                                                             |                                                                                    |                                                                                    |                                                                                    |                                                                                    | Tschechien           |

## Beachhandball-Europameisterschaften der Juniorinnen
| Jahr         | Austragungsort         | Beste Spielerin     | Beste Torschützin          | Beste Torhüterin      | Beste Defenderin  | Beste Specialist | Beste Rightwing | Beste Leftwing | Fair Play               |
| ------------ | ---------------------- | ------------------- | -------------------------- | --------------------- | ----------------- | ---------------- | --------------- | -------------- | ----------------------- |
| 2008 Details | Nagyatád, Ungarn       | Kitti Gróz          | Kitti Gróz                 | Line Alm              | 000–              | 000–             | 000–            | 000–           | 000–                    |
| 2011 Details | Umag, Kroatien         |                     |                            |                       |                   |                  |                 |                |                         |
| 2012 Details | Batumi, Georgien       |                     |                            |                       |                   |                  |                 |                |                         |
| 2013 Details | Randers, Dänemark      | Christina Wildbork  | Sibel Karameke (134)       | Hatice Gören          | 000–              | 000–             | 000–            | 000–           | Ungarn                  |
| 2014 Details | Lorca, Spanien         |                     |                            |                       |                   |                  |                 |                |                         |
| 2015 Details | Lloret de Mar, Spanien | Lara Lozano Macías  | Viktória Vígh (93)         | Magdalena Frey        | 000–              | 000–             | 000–            | 000–           | Schweiz                 |
| 2016 Details | Nazaré, Portugal       | Beatriz Sousa       | Tiril Solumsmoen (86)      | Eli Smørgrav          | 000–              | 000–             | 000–            | 000–           | Spanien (4) Schweiz (4) |
| 2017 Details | Zagreb, Kroatien       | Lynn Klesser        | Hanna Djablo (107)         | Diana Cristina Șamanț |                   |                  |                 |                | Polen                   |
| 2018 Details | Ulcinj, Montenegro     | Marit van Ede       | Bianca Maria Mostan (76)   | Dalma Mátéfi          | 000–              | 000–             | 000–            | 000–           | Rumänien (3)            |
| 2019 Details | Stare Jabłonki, Polen  | Michelle Köbrich    | Setia Szulc                | Zita Szalma           | Mireta Rūtytė     | 000–             | 000–            | 000–           | Ukraine (5)             |
| 2021 Details | Warna, Bulgarien       | Malena Díaz Coppens | Dorottya Zentai (123)      | Stina Littorin        | Andrea Pérez Rull |                  |                 |                | Deutschland             |
| 2022 Details | Prag, Tschechien       | Jelysaweta Dichtjar | Celia García Sánchez (118) | Vivien Kasper         | Britt Voorwald    |                  |                 |                | Tschechien              |

## Beachhandball-Europameisterschaften der Junioren
| Jahr         | Austragungsort         | Bester Spieler          | Bester Torschütze               | Bester Torhüter          | Bester Defender  | Bester Specialist | Bester Rightwing | Bester Leftwing | Fair Play              |
| ------------ | ---------------------- | ----------------------- | ------------------------------- | ------------------------ | ---------------- | ----------------- | ---------------- | --------------- | ---------------------- |
| 2008 Details | Nagyatád, Ungarn       | Sandro Affolter         | Alexandr Poltoratskiy           | Vladimir Rakitin         | 000–             | 000–              | 000–             | 000–            | 000–                   |
| 2011 Details | Umag, Kroatien         |                         |                                 |                          |                  |                   |                  |                 |                        |
| 2012 Details | Batumi, Georgien       |                         |                                 |                          |                  |                   |                  |                 |                        |
| 2013 Details | Randers, Dänemark      | Antonio Carrillo Espada | Attila Kun                      | Mihály Fehér             | 000–             | 000–              | 000–             | 000–            | Spanien                |
| 2014 Details | Lorca, Spanien         |                         |                                 |                          |                  |                   |                  |                 |                        |
| 2015 Details | Lloret de Mar, Spanien | Martí Gascon Comas      | Mirko Hess (89)                 | Mislav Smolković         | 000–             | 000–              | 000–             | 000–            | Kroatien               |
| 2016 Details | Nazaré, Portugal       | Jorge Fernández Arias   | Fynn Hangstein (86)             | Matteo Capuzzo           | 000–             | 000–              | 000–             | 000–            | Polen (7) Slowakei (7) |
| 2017 Details | Zagreb, Kroatien       | Emil Paulik             | Vet Chan Suan                   | Guillermo García-Cabañas |                  |                   |                  |                 | Serbien                |
| 2018 Details | Ulcinj, Montenegro     | Sergio Pérez Manzanares | Davide Notarangelo (100)        | Moritz Ebert             | 000–             | 000–              | 000–             | 000–            | Ukraine (5)            |
| 2019 Details | Stare Jabłonki, Polen  | Silas Speckman          | Matthew Wollin                  | Balász Nagy              | Jan Kovačec      | 000–              | 000–             | 000–            | Schweiz (6)            |
| 2021 Details | Warna, Bulgarien       | Joaquín Varo Gallardo   | Victor Paldanius (133)          | Antonio Kranjčević       | Oscar Johansson  |                   |                  |                 | Rumänien               |
| 2022 Details | Prag, Tschechien       | Bulcsu Hovan            | Gabriel da Costa Sequeira (108) | Romeo Alberto Perinan    | Hugo Zanibellato |                   |                  |                 | Portugal Frankreich    |

## Einzelbelege
1. ↑  Rewind: The 2004 Beach Handball EURO. Abgerufen am 6. Juli 2021 (englisch).
2. ↑  Rewind: The 2006 Beach Handball EURO. Abgerufen am 6. Juli 2021 (englisch).
3. ↑  Rewind: The 2007 Beach Handball EURO. Abgerufen am 6. Juli 2021 (englisch).
4. ↑  Rewind: The 2009 EHF Beach Handball EURO. Abgerufen am 6. Juli 2021 (englisch).
5. ↑  Beach Handball Euro – All Star Team for women ! – Timeout Magazine. Abgerufen am 6. Juli 2021 (amerikanisches Englisch).
6. ↑  Rewind: The 2013 EHF Beach Handball EURO. Abgerufen am 6. Juli 2021 (englisch).
7. ↑  Rewind: The 2015 Beach Handball EURO. Abgerufen am 6. Juli 2021 (englisch).
8. ↑  Rewind: The 2017 EHF Beach Handball EURO. Abgerufen am 6. Juli 2021 (englisch).
9. ↑  dieselbe Punktzahl wie Maren Nyland Aardahl, doch mit einem Zwei-Punktewurf mehr
10. ↑  Rewind: The 2019 EHF Beach Handball EURO. Abgerufen am 6. Juli 2021 (englisch).
11. ↑  dieselbe Zahl erzielter Punkte wie Line Gyldenløve Kristensen, die jedoch als MVP ausgezeichnet wurde
12. ↑  Germany and Hungary grab gold in Prague. Abgerufen am 3. Dezember 2022 (englisch).
13. ↑  Germany and Hungary grab gold in Nazaré. Abgerufen am 20. August 2025 (englisch).
14. ↑  Germany win men's title; Spain take women's trophy. Abgerufen am 20. August 2025 (englisch).
15. ↑  Rewind: The 2004 Beach Handball EURO. Abgerufen am 6. Juli 2021 (englisch).
16. ↑  Rewind: The 2006 Beach Handball EURO. Abgerufen am 6. Juli 2021 (englisch).
17. ↑  Rewind: The 2007 Beach Handball EURO. Abgerufen am 6. Juli 2021 (englisch).
18. ↑  Rewind: The 2009 EHF Beach Handball EURO. Abgerufen am 6. Juli 2021 (englisch).
19. ↑  Beach Handball Euro – All Star Team for men ! – Timeout Magazine. Abgerufen am 6. Juli 2021 (amerikanisches Englisch).
20. ↑  Rewind: The 2013 EHF Beach Handball EURO. Abgerufen am 6. Juli 2021 (englisch).
21. ↑  Rewind: The 2015 Beach Handball EURO. Abgerufen am 6. Juli 2021 (englisch).
22. ↑  Rewind: The 2017 EHF Beach Handball EURO. Abgerufen am 6. Juli 2021 (englisch).
23. ↑  Rewind: The 2019 EHF Beach Handball EURO. Abgerufen am 6. Juli 2021 (englisch).
24. ↑  Germany and Hungary grab gold in Nazaré. Abgerufen am 20. August 2025 (englisch).
25. ↑  Germany win men's title; Spain take women's trophy. Abgerufen am 20. August 2025 (englisch).
26. ↑  Spain and Netherlands win gold at Nazaré 2016. Abgerufen am 6. Juli 2021 (englisch).
27. ↑  The former champions are also the new champions. Abgerufen am 6. Juli 2021 (englisch).
28. ↑  Hungary and Germany emerge as U18 Beach EURO champions. Abgerufen am 6. Juli 2021 (englisch).
29. ↑  Hungary strike gold twice at the YAC 16 EURO. Abgerufen am 3. Dezember 2022 (englisch).
30. ↑  Spain and Netherlands win gold at Nazaré 2016. Abgerufen am 6. Juli 2021 (englisch).
31. ↑  The former champions are also the new champions. Abgerufen am 6. Juli 2021 (englisch).
32. ↑  Fredrik Hasselgren: Tyskland och Ungern ettor på EM-sanden. In: Handbollskanalen. 2. Juli 2018, abgerufen am 6. Juli 2021 (sv-SE).